# Stichting Betaald Voetbal Excelsior 2011-2012
Questa pagina raccoglie i dati riguardanti il Stichting Betaald Voetbal Excelsior nelle competizioni ufficiali della stagione 2011-2012.

## Stagione
Al termine del massimo campionato olandese 2011-12, l'Excelsior si classifica ultimo e retrocede in seconda divisione.
In Coppa d'Olanda la squadra supera il secondo turno, battendo il Sportvereniging Excelsior'31 per 5-0, quindi perde 0-3 in casa al terzo turno contro il GVVV.

## Rosa
Rosa aggiornata al gennaio 2012
| N. |                        | Ruolo | Calciatore                   |
| -- | ---------------------- | ----- | ---------------------------- |
| 1  | Paesi Bassi (bandiera) | P     | Wesley de Ruiter             |
| 2  | Paesi Bassi (bandiera) | D     | Bart Schenkeveld             |
| 2  | Israele (bandiera)     | D     | Rheda Djellal                |
| 3  | Paesi Bassi (bandiera) | D     | Samuel Scheimann             |
| 4  | Paesi Bassi (bandiera) | D     | Leen van Steensel (capitano) |
| 5  | Paesi Bassi (bandiera) | D     | Norichio Nieveld             |
| 6  | Paesi Bassi (bandiera) | C     | Kevin Wattamaleo             |
| 7  | Paesi Bassi (bandiera) | A     | Tim Vincken                  |
| 8  | Paesi Bassi (bandiera) | C     | Niels Vorthoren              |
| 9  | Paesi Bassi (bandiera) | A     | Mitchell te Vrede            |
| 10 | Paesi Bassi (bandiera) | C     | Roland Alberg                |
| 11 | Belgio (bandiera)      | A     | Nayib Lagouireh              |
| 12 | Paesi Bassi (bandiera) | A     | Moussa Kalisse               |
| 13 | Paesi Bassi (bandiera) | C     | Erwin Nuytinck               |
| 14 | Paesi Bassi (bandiera) | D     | Martijn de Vries             |
| 15 | Paesi Bassi (bandiera) | D     | Jurgen Mattheij              |

| N. |                        | Ruolo | Calciatore       |
| -- | ---------------------- | ----- | ---------------- |
| 16 | Paesi Bassi (bandiera) | P     | Jordy Deckers    |
| 17 | Paesi Bassi (bandiera) | A     | Darren Maatsen   |
| 18 | Belgio (bandiera)      | A     | Andréa Fileccia  |
| 19 | Paesi Bassi (bandiera) | A     | Marley Berkvens  |
| 20 | Paesi Bassi (bandiera) | A     | Mick van Buren   |
| 21 | Paesi Bassi (bandiera) | C     | Kevin Jansen     |
| 22 | Paesi Bassi (bandiera) | D     | Daan Smith       |
| 23 | Paesi Bassi (bandiera) | D     | Tim Eekman       |
| 24 | Paesi Bassi (bandiera) | C     | Joost Broerse    |
| 25 | Paesi Bassi (bandiera) | P     | Michael Termijn  |
| 26 | Paesi Bassi (bandiera) | C     | Edwin de Graaf   |
| 27 | Paesi Bassi (bandiera) | A     | Jason Oost       |
| 28 | Paesi Bassi (bandiera) | A     | Rangelo Janga    |
| 29 | Paesi Bassi (bandiera) | D     | Jordy van Deelen |
| 30 | Paesi Bassi (bandiera) | C     | Luigi Bruins     |

## Statistiche

### Statistiche di squadra
| Competizione   | Punti | In casa | In casa | In casa | In casa | In casa | In casa | In trasferta | In trasferta | In trasferta | In trasferta | In trasferta | In trasferta | Totale | Totale | Totale | Totale | Totale | Totale | DR  |
| Competizione   | Punti | G       | V       | N       | P       | Gf      | Gs      | G            | V            | N            | P            | Gf           | Gs           | G      | V      | N      | P      | Gf     | Gs     | DR  |
| -------------- | ----- | ------- | ------- | ------- | ------- | ------- | ------- | ------------ | ------------ | ------------ | ------------ | ------------ | ------------ | ------ | ------ | ------ | ------ | ------ | ------ | --- |
| Eredivisie     | 19    | 17      | 4       | 3       | 10      | 15      | 29      | 17           | 0            | 4            | 13           | 13           | 47           | 34     | 4      | 7      | 23     | 28     | 76     | -48 |
| Coppa d'Olanda |       | 1       | 0       | 0       | 1       | 0       | 3       | 1            | 1            | 0            | 0            | 5            | 0            | 2      | 1      | 0      | 1      | 5      | 3      | +2  |
| Totale         | 19    | 18      | 4       | 3       | 11      | 15      | 32      | 18           | 1            | 4            | 13           | 18           | 47           | 36     | 5      | 7      | 24     | 33     | 79     | -46 |